# پاف‌اف‌اس
پاف‌اف‌اس (به انگلیسی: PUFFS) یکی از زیرسیستم‌های هسته سیستم‌عامل نت‌بی‌اس‌دی است که اجازه می‌دهد تا فایل‌سیستم‌ها در فضای کاربری اجرا شوند. این قابلیت در نسخه ۵٫۰  نت‌بی‌اس‌دی، به این سیستم‌عامل اضافه شد.

## سازگاری با FUSE
در نت‌بی‌اس‌دی ۵٫۰، یک پیاده‌سازی مجدد از رابط سطح بالای libfuse معرفی شد که به آن refuse می‌گویند. برخی از فایل‌سیستم‌ها از رابط سطح پایین libfuse یا از رابط هسته FUSE استفاده می‌کنند و refuse نمی‌تواند از آنها پشتیبانی کند. در نت‌بی‌اس‌دی نسخه ۶٫۰ این مشکل با استفاده از perfuse حل شده است. perfuse یک لایه سازگاری جدید است که رابط هسته FUSE را شبیه‌سازی می‌کند.